# 平吉镇
平吉镇，是中华人民共和国广西壮族自治区钦州市钦北区下辖的一个乡镇级行政单位。

## 行政区划
平吉镇下辖以下地区：
平吉社区、平吉村、古秀村、八仙村、榃兰村、平沙村、新胜村、古隆村、榃标村、牛江村、白鹤垌村、贤架村、广平村、平里村、大田坪村、永隆村、湴塘村、彭良村、朱林村和三冬村。